# Niko Peraić
Niko Peraić (Polača, 21.09.1988.), hrvatski branič, s 5 prvenstvenih nastupa u Hajduku. Od dva gola jedan je prvenstveni i to Rijeci 12. svibnja 2007. na svom prvom službenom nastupu kad ulazi kao zamjena. Drugi gol daje u prijateljskoj utakmici.
Odigrao je i jednu utakmicu za Kup protiv Mladosti u Molvama (25. rujna 2007; 1:9 za Hajduk) i jednu Europsku.
2011. teže je stradao (kao igrač zadra) u saobračajnoj nesreći kod Benkovca, nakon čega je nakon oporavka završio u trećeligašu Raštana.
Statistika u Hajduku
| Natjecanje        | Nastupi | Zgoditci |
| ----------------- | ------- | -------- |
| Prvenstvo         | 5       | 1        |
| Kup               | 1       | 0        |
| Superkup          | 0       | 0        |
| Međunarodne       | 1       | 0        |
| Splitski podsavez | 0       | 0        |
| Ukupno            | 7       | 1        |
| Prijateljske      | 10      | 1        |
| Sveukupno         | 17      | 2        |